# Hersiwil
Hersiwil es una comuna suiza del cantón de Soleura, situada en el distrito de Wasseramt. Limita al norte con las comunas de Oekingen, Horriwil y Etziken, al este con Aeschi, al sur con Heinrichswil-Winistorf, y al oeste con Halten.

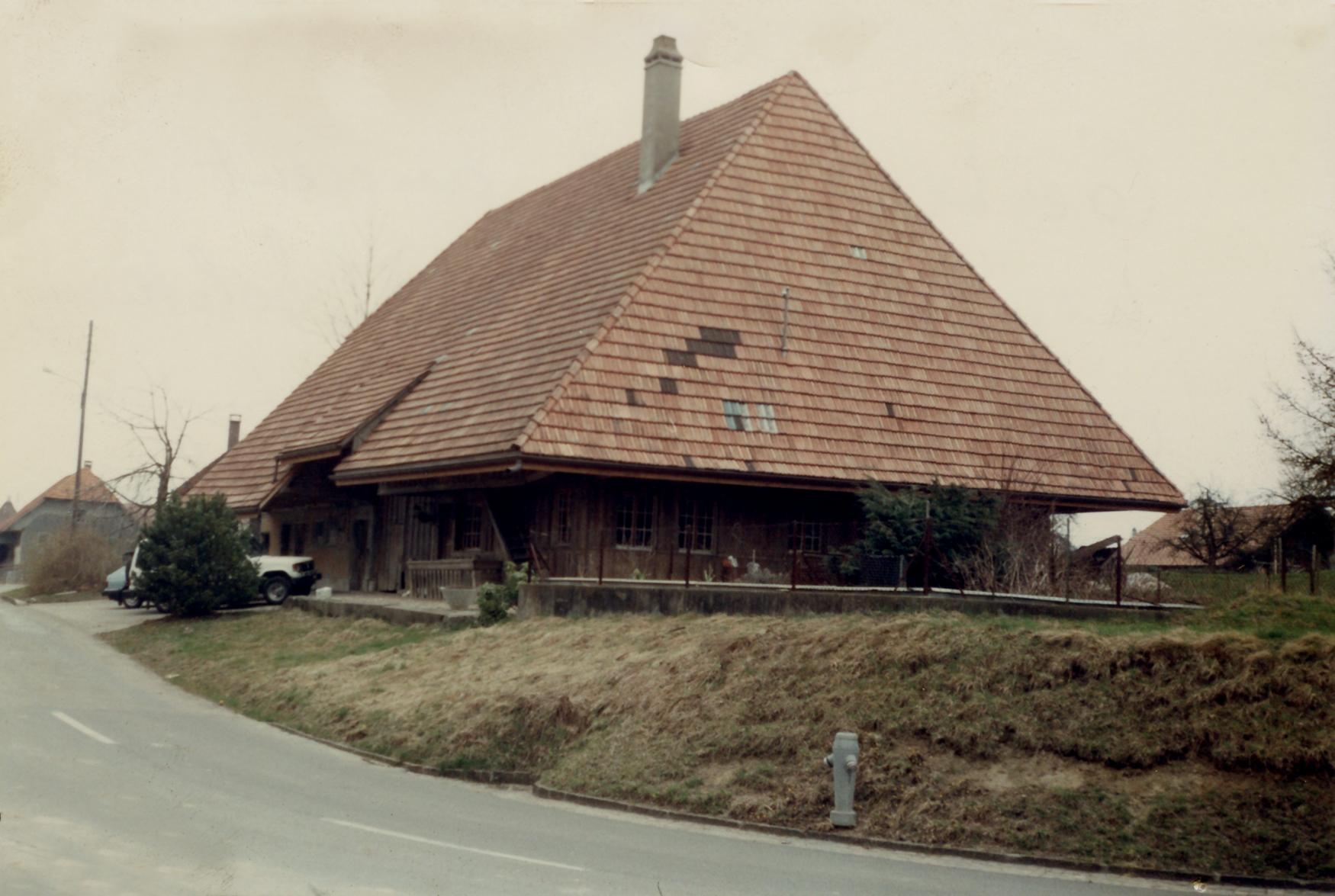
Casa Gerber, Hersiwil